# Frea lundbladi
Frea lundbladi är en skalbaggsart som beskrevs av Stefan von Breuning 1935. Frea lundbladi ingår i släktet Frea och familjen långhorningar.
Artens utbredningsområde är Zimbabwe. Inga underarter finns listade i Catalogue of Life.